# Závěť (Villon)
Závěť (nebo též Velký testament) je název díla francouzského spisovatele Françoise Villona. Původní název básnické skladby je Le Lais.

## Obsah
Vyznačuje se ironickým pohledem na svět. V díle autor hodnotí a zamýšlí se nad svým pohnutým životem a své hříšné činy omlouvá chudobou a krutým osudem, vzpomíná také na své lásky. Popisuje zřícení starých jistot.
V díle se nacházejí různorodé básně:
1. vysokého stylu (nábožné písně, …)
2. nízkého stylu (pijácké motivy, obhroublé výrazy, …)

Dílo by se také dalo označit jako „výsměch době, všem a všemu i jemu samému“.
Obsahuje 173 osmiveršových strof vložených do šestnácti balad, dvou písní a tří rondeauxů. Dílo obsahuje mnoho provokací ale i znechucení ze světa. Čtenář se setkává s prostředím hospod i paláců, je také seznámen s pocity společenského vyvrhele.

## Villonské balady
Ve sbírce najdeme také tzv. francouzské (villonské) balady. Tato forma balady užívá pouze tři rýmové koncovky, rýmy střídavé či obkročné, ve čtyřech strofách. První až třetí strofa má 7-12 veršů, obvykle poloviční počet veršů (4-6) má čtvrtá strofa, zvaná dozpěv neboli poslání. Beze změny se opakuje refrén balady jako poslední verš každé strofy.

## Ukázka
Ach, kdybych já byl studoval

v svém mládí bláznivém, můj Bože,

a na dobré se mravy dal,

teď měl bych dům a měkké lože.

Však způsobné já dítě? Cože?

Já za školu jen chodil, běda.

To slovo bolí jak hrot nože

a skoro dál mi psát už nedá.